# Жигула, Александр Владимирович
Алекса́ндр Влади́мирович Жигу́ла (1918—?) — советский хозяйственный руководитель, директор Мариупольского металлургического завода имени Ильича в 1962—1963 годах.

## Биография
В 1937 году после окончания техникума он поступил подручным вальцовщика на стан «300» сортопрокатного цеха завода имени Ильича. Его отец — Владимир Петрович — работал столяром деревоотделочного цеха завода. В 1937—1940 годах А. В. Жигула работает оператором сортопрокатного цеха, затем куратором ПЭО, а в 1940—1941 годах начальником смены в ЛПЦ-6. В 1942—1943 годах работал на Кавказе, в 1943—1946 годах — начальником ППО и литейного цеха завода № 50 IV-го Украинского фронта.
Возвратившись на завод имени Ильича, он в 1946—1951 годах работает заместителем начальника прокатных цехов, начальником сортопрокатного цеха, в 1952—1958 годах — начальником ПДО завода. В 1958—1960 годах А. В. Жигула — главный инженер ЖЗТМ (ныне — концерн «Азовмаш»), а в 1962—1963 годах — директор завода имени Ильича. Работал заместителем министра чёрной металлургии УССР.
Был награждён орденом Ленина, тремя орденами Трудового Красного Знамени, «Знак Почёта» и медалями.